# Vòng đấu loại trực tiếp UEFA Champions League 2019–20
Vòng đấu loại trực tiếp UEFA Champions League 2019–20 bắt đầu vào ngày 18 tháng 2 với vòng 16 đội và kết thúc vào ngày 23 tháng 8 năm 2020 với trận chung kết tại Sân vận động Ánh sáng ở Lisbon, Bồ Đào Nha, để xác định nhà vô địch của UEFA Champions League 2019-20. Tổng cộng có 16 đội cạnh tranh ở vòng đấu loại trực tiếp.
Thời gian theo múi giờ CET/CEST, như được liệt kê bởi UEFA (giờ địa phương, nếu khác nhau thì được hiển thị trong ngoặc).

## Các đội vượt qua vòng bảng
Vòng đấu loại trực tiếp bao gồm 16 đội vượt qua vòng bảng với tư cách đội nhất và nhì của mỗi bảng trong số tám bảng ở vòng bảng.

| Bảng | Đội nhất bảng (được xếp vào nhóm hạt giống ở lễ bốc thăm vòng 16 đội) | Đội nhì bảng (được xếp vào nhóm không hạt giống ở lễ bốc thăm vòng 16 đội) |
| ---- | --------------------------------------------------------------------- | -------------------------------------------------------------------------- |
| A    | Paris Saint-Germain                                                   | Real Madrid                                                                |
| B    | Bayern Munich                                                         | Tottenham Hotspur                                                          |
| C    | Manchester City                                                       | Atalanta                                                                   |
| D    | Juventus                                                              | Atlético Madrid                                                            |
| E    | Liverpool                                                             | Napoli                                                                     |
| F    | Barcelona                                                             | Borussia Dortmund                                                          |
| G    | RB Leipzig                                                            | Lyon                                                                       |
| H    | Valencia                                                              | Chelsea                                                                    |

## Thể thức
Mỗi cặp đấu ở vòng đấu loại trực tiếp, ngoại trừ trận chung kết, được diễn ra theo thể thức hai lượt, với mỗi đội chơi một lượt tại sân nhà. Đội nào ghi được tổng số bàn thắng nhiều hơn qua 2 lượt đi tiếp vào vòng tiếp theo. Nếu tổng tỉ số hòa, luật bàn thắng sân khách được áp dụng, nghĩa là đội ghi nhiều bàn thắng trên sân khách hơn qua 2 lượt đi tiếp. Nếu số bàn thắng sân khách vẫn bằng nhau, thì hiệp phụ được diễn ra. Luật bàn thắng sân khách tiếp tục được áp dụng sau hiệp phụ, nghĩa là nếu có bàn thắng được ghi trong thời gian hiệp phụ và tổng tỉ số vẫn hoà, thì đội khách đi tiếp nhờ có số bàn thắng sân khách ghi được nhiều hơn. Nếu không có bàn thắng nào được ghi trong thời gian hiệp phụ, thì đội thắng được quyết định bằng loạt sút luân lưu. Ở trận chung kết, nơi diễn ra 1 trận duy nhất, nếu tỉ số hoà sau thời gian thi đấu chính thức, thì hiệp phụ được diễn ra, theo sau đó là loạt sút luân lưu nếu tỉ số vẫn hoà.

Cơ chế bốc thăm cho mỗi vòng như sau:
- Ở lễ bốc thăm cho vòng 16 đội, 8 đội nhất bảng được xếp vào nhóm hạt giống, và 8 đội nhì bảng được xếp vào nhóm không hạt giống. Các đội hạt giống được xếp cặp để đối đầu với các đội không hạt giống, với các đội hạt giống làm đội chủ nhà cho trận lượt về. Các đội đến từ cùng bảng hoặc cùng hiệp hội không được xếp cặp để đối đầu với nhau.
- Ở lễ bốc thăm cho vòng tứ kết và vòng bán kết, không có đội hạt giống, và các đội đến từ cùng bảng hoặc cùng hiệp hội có thể được xếp cặp để đối đầu với nhau. Vì bốc thăm vòng tứ kết và vòng bán kết được tổ chức cùng nhau trước khi vòng tứ kết được diễn ra, danh tính của đội thắng vòng tứ kết không được biết tại thời điểm bốc thăm vòng bán kết. Một lượt bốc thăm cũng được diễn ra để xác định đội thắng vòng bán kết nào được chỉ định là đội "chủ nhà" cho trận chung kết (vì mục đích hành chính khi nó được diễn ra tại sân trung lập).

Đối với vòng tứ kết và vòng bán kết, các đội đến từ cùng thành phố không được xếp lịch để thi đấu tại sân nhà vào cùng ngày hoặc vào các ngày liên tiếp, vì lý do hậu cần và kiểm soát đám đông. Để tránh trường hợp mâu thuẫn lịch thi đấu, nếu hai đội được xếp cặp để chơi tại sân nhà cho cùng lượt trận, thứ tự lượt trận của cặp đấu có bao gồm đội với thứ hạng giải quốc nội thấp hơn ở mùa giải vòng loại được đảo ngược từ lần bốc thăm ban đầu.
Vào ngày 17 tháng 6 năm 2020, UEFA thông báo rằng do đại dịch COVID-19 ở châu Âu, giai đoạn cuối của giải đấu có sự thay đổi về thể thức. Vòng tứ kết, bán kết và chung kết được diễn ra theo thể thức đấu một trận duy nhất từ ngày 12 đến ngày 23 tháng 8 năm 2020 tại Sân vận động Ánh sáng và Sân vận động José Alvalade ở Lisbon, Bồ Đào Nha. Các trận đấu được diễn ra mà không có khán giả, mặc dù khán giả có thể được phép tuỳ theo việc xem xét lại tình hình và các quyết định của chính quyền quốc gia và địa phương.
Sau khi giải đấu trở lại vào tháng 8 năm 2020, mỗi đội được phép thay tối đa 5 cầu thủ, với cầu thủ thứ sáu được phép ở hiệp phụ. Tuy nhiên, mỗi đội chỉ có 3 cơ hội để thực hiện quyền thay người, với cơ hội thứ tư được áp dụng ở hiệp phụ, ngoại trừ quyền thay người được thực hiện ở thời gian nghỉ giữa giờ, trước khi bắt đầu hiệp phụ và quãng nghỉ giữa hai hiệp phụ. Điều này được thông qua sau đề xuất từ FIFA và được IFAB chấp thuận để giảm bớt tác động của lịch thi đấu dày đặc.

## Lịch thi đấu
Lịch thi đấu như sau (tất cả các lễ bốc thăm được tổ chức tại trụ sở UEFA ở Nyon, Thụy Sĩ).
Sau khi các trận đấu đầu tiên của lượt về vòng 16 đội được diễn ra, giải đấu đã bị hoãn vô thời hạn do đại dịch COVID-19 ở châu Âu. Trận chung kết, ban đầu dự kiến được diễn ra vào ngày 30 tháng 5 năm 2020, đã chính thức bị hoãn vào ngày 23 tháng 3 năm 2020. Một nhóm làm việc được thành lập để quyết định lịch của phần còn lại của mùa giải.
| Vòng        | Ngày bốc thăm                   | Lượt đi                                               | Lượt về                                               |
| ----------- | ------------------------------- | ----------------------------------------------------- | ----------------------------------------------------- |
| Vòng 16 đội | 16 tháng 12 năm 2019, lúc 12:00 | 18–19 & 25–26 tháng 2 năm 2020                        | 10–11 tháng 3 & 7–8 tháng 8 năm 2020                  |
| Tứ kết      | 10 tháng 7 năm 2020, lúc 12:00  | 12–15 tháng 8 năm 2020                                | 12–15 tháng 8 năm 2020                                |
| Bán kết     | 10 tháng 7 năm 2020, lúc 12:00  | 18–19 tháng 8 năm 2020                                | 18–19 tháng 8 năm 2020                                |
| Chung kết   | 10 tháng 7 năm 2020, lúc 12:00  | 23 tháng 8 năm 2020 tại Sân vận động Ánh sáng, Lisbon | 23 tháng 8 năm 2020 tại Sân vận động Ánh sáng, Lisbon |

1. ↑  Các trận đấu của tuần thứ hai ban đầu dự kiến vào ngày 17–18 tháng 3 năm 2020
2. ↑  Lễ bốc thăm vòng tứ kết, vòng bán kết và chung kết ban đầu dự kiến vào ngày 20 tháng 3 năm 2020
3. ↑  Lượt đi vòng tứ kết ban đầu dự kiến vào ngày 7–8 tháng 4, và lượt về vào ngày 14–15 tháng 4 năm 2020
4. ↑  Lượt đi vòng tứ kết ban đầu dự kiến vào ngày 28–29 tháng 4, và lượt về vào ngày 5–6 tháng 5 năm 2020
5. ↑  Trận chung kết ban đầu dự kiến vào ngày 30 tháng 5 năm 2020

## Nhánh đấu
|  | Vòng 16 đội              | Vòng 16 đội         | Vòng 16 đội         | Vòng 16 đội         |                                |                     | Tứ kết              | Tứ kết | Tứ kết | Tứ kết |  |  | Bán kết | Bán kết | Bán kết | Bán kết |  |  | Chung kết | Chung kết | Chung kết | Chung kết |
|  |                          |                     |                     |                     |                                |                     |                     |        |        |        |  |  |         |         |         |         |  |  |           |           |           |           |
|  |                          |                     |                     |                     |                                |                     |                     |        |        |        |  |  |         |         |         |         |  |  |           |           |           |           |
|  |                          |                     |                     |                     |                                |                     |                     |        |        |        |  |  |         |         |         |         |  |  |           |           |           |           |
|  | Tottenham Hotspur        | 0                   | 0                   | 0                   |                                |                     |                     |        |        |        |  |  |         |         |         |         |  |  |           |           |           |           |
|  | Tottenham Hotspur        | 0                   | 0                   | 0                   |                                |                     |                     |        |        |        |  |  |         |         |         |         |  |  |           |           |           |           |
|  | RB Leipzig               | 1                   | 3                   | 4                   |                                |                     |                     |        |        |        |  |  |         |         |         |         |  |  |           |           |           |           |
|  | RB Leipzig               | 1                   | 3                   | 4                   | RB Leipzig                     | RB Leipzig          | RB Leipzig          | 2      |        |        |  |  |         |         |         |         |  |  |           |           |           |           |
|  |                          |                     |                     |                     | RB Leipzig                     | RB Leipzig          | RB Leipzig          | 2      |        |        |  |  |         |         |         |         |  |  |           |           |           |           |
|  |                          | Atlético Madrid     | Atlético Madrid     | Atlético Madrid     | 1                              |                     |                     |        |        |        |  |  |         |         |         |         |  |  |           |           |           |           |
|  | Atlético Madrid (s.h.p.) | Atlético Madrid     | Atlético Madrid     | Atlético Madrid     | 1                              | 1                   | 3                   | 4      |        |        |  |  |         |         |         |         |  |  |           |           |           |           |
|  | Atlético Madrid (s.h.p.) |                     |                     |                     |                                | 1                   | 3                   | 4      |        |        |  |  |         |         |         |         |  |  |           |           |           |           |
|  | Liverpool                | 0                   | 2                   | 2                   |                                |                     |                     |        |        |        |  |  |         |         |         |         |  |  |           |           |           |           |
|  | Liverpool                | 0                   | 2                   | 2                   | RB Leipzig                     | RB Leipzig          | RB Leipzig          | 0      |        |        |  |  |         |         |         |         |  |  |           |           |           |           |
|  |                          |                     |                     |                     | RB Leipzig                     | RB Leipzig          | RB Leipzig          | 0      |        |        |  |  |         |         |         |         |  |  |           |           |           |           |
|  |                          | Paris Saint-Germain | Paris Saint-Germain | Paris Saint-Germain | 3                              |                     |                     |        |        |        |  |  |         |         |         |         |  |  |           |           |           |           |
|  | Atalanta                 | Paris Saint-Germain | Paris Saint-Germain | Paris Saint-Germain | 3                              | 4                   | 4                   | 8      |        |        |  |  |         |         |         |         |  |  |           |           |           |           |
|  | Atalanta                 |                     |                     |                     |                                | 4                   | 4                   | 8      |        |        |  |  |         |         |         |         |  |  |           |           |           |           |
|  | Valencia                 | 1                   | 3                   | 4                   |                                |                     |                     |        |        |        |  |  |         |         |         |         |  |  |           |           |           |           |
|  | Valencia                 | 1                   | 3                   | 4                   | Atalanta                       | Atalanta            | Atalanta            | 1      |        |        |  |  |         |         |         |         |  |  |           |           |           |           |
|  |                          |                     |                     |                     | Atalanta                       | Atalanta            | Atalanta            | 1      |        |        |  |  |         |         |         |         |  |  |           |           |           |           |
|  |                          | Paris Saint-Germain | Paris Saint-Germain | Paris Saint-Germain | 2                              |                     |                     |        |        |        |  |  |         |         |         |         |  |  |           |           |           |           |
|  | Borussia Dortmund        | Paris Saint-Germain | Paris Saint-Germain | Paris Saint-Germain | 2                              | 2                   | 0                   | 2      |        |        |  |  |         |         |         |         |  |  |           |           |           |           |
|  | Borussia Dortmund        |                     |                     |                     | 23 tháng 8 – Lisbon (Ánh sáng) | 2                   | 0                   | 2      |        |        |  |  |         |         |         |         |  |  |           |           |           |           |
|  | Paris Saint-Germain      | 1                   | 2                   | 3                   |                                |                     |                     |        |        |        |  |  |         |         |         |         |  |  |           |           |           |           |
|  | Paris Saint-Germain      | 1                   | 2                   | 3                   | Paris Saint-Germain            | Paris Saint-Germain | Paris Saint-Germain | 0      |        |        |  |  |         |         |         |         |  |  |           |           |           |           |
|  |                          |                     |                     |                     | Paris Saint-Germain            | Paris Saint-Germain | Paris Saint-Germain | 0      |        |        |  |  |         |         |         |         |  |  |           |           |           |           |
|  |                          | Bayern Munich       | Bayern Munich       | Bayern Munich       | 1                              |                     |                     |        |        |        |  |  |         |         |         |         |  |  |           |           |           |           |
|  | Real Madrid              | Bayern Munich       | Bayern Munich       | Bayern Munich       | 1                              | 1                   | 1                   | 2      |        |        |  |  |         |         |         |         |  |  |           |           |           |           |
|  | Real Madrid              |                     |                     |                     |                                | 1                   | 1                   | 2      |        |        |  |  |         |         |         |         |  |  |           |           |           |           |
|  | Manchester City          | 2                   | 2                   | 4                   |                                |                     |                     |        |        |        |  |  |         |         |         |         |  |  |           |           |           |           |
|  | Manchester City          | 2                   | 2                   | 4                   | Manchester City                | Manchester City     | Manchester City     | 1      |        |        |  |  |         |         |         |         |  |  |           |           |           |           |
|  |                          |                     |                     |                     | Manchester City                | Manchester City     | Manchester City     | 1      |        |        |  |  |         |         |         |         |  |  |           |           |           |           |
|  |                          | Lyon                | Lyon                | Lyon                | 3                              |                     |                     |        |        |        |  |  |         |         |         |         |  |  |           |           |           |           |
|  | Lyon (a)                 | Lyon                | Lyon                | Lyon                | 3                              | 1                   | 1                   | 2      |        |        |  |  |         |         |         |         |  |  |           |           |           |           |
|  | Lyon (a)                 |                     |                     |                     |                                | 1                   | 1                   | 2      |        |        |  |  |         |         |         |         |  |  |           |           |           |           |
|  | Juventus                 | 0                   | 2                   | 2                   |                                |                     |                     |        |        |        |  |  |         |         |         |         |  |  |           |           |           |           |
|  | Juventus                 | 0                   | 2                   | 2                   | Lyon                           | Lyon                | Lyon                | 0      |        |        |  |  |         |         |         |         |  |  |           |           |           |           |
|  |                          |                     |                     |                     | Lyon                           | Lyon                | Lyon                | 0      |        |        |  |  |         |         |         |         |  |  |           |           |           |           |
|  |                          | Bayern Munich       | Bayern Munich       | Bayern Munich       | 3                              |                     |                     |        |        |        |  |  |         |         |         |         |  |  |           |           |           |           |
|  | Napoli                   | Bayern Munich       | Bayern Munich       | Bayern Munich       | 3                              | 1                   | 1                   | 2      |        |        |  |  |         |         |         |         |  |  |           |           |           |           |
|  | Napoli                   |                     |                     |                     |                                | 1                   | 1                   | 2      |        |        |  |  |         |         |         |         |  |  |           |           |           |           |
|  | Barcelona                | 1                   | 3                   | 4                   |                                |                     |                     |        |        |        |  |  |         |         |         |         |  |  |           |           |           |           |
|  | Barcelona                | 1                   | 3                   | 4                   | Barcelona                      | Barcelona           | Barcelona           | 2      |        |        |  |  |         |         |         |         |  |  |           |           |           |           |
|  |                          |                     |                     |                     | Barcelona                      | Barcelona           | Barcelona           | 2      |        |        |  |  |         |         |         |         |  |  |           |           |           |           |
|  |                          | Bayern Munich       | Bayern Munich       | Bayern Munich       | 8                              |                     |                     |        |        |        |  |  |         |         |         |         |  |  |           |           |           |           |
|  | Chelsea                  | Bayern Munich       | Bayern Munich       | Bayern Munich       | 8                              | 0                   | 1                   | 1      |        |        |  |  |         |         |         |         |  |  |           |           |           |           |
|  | Chelsea                  |                     |                     |                     |                                | 0                   | 1                   | 1      |        |        |  |  |         |         |         |         |  |  |           |           |           |           |
|  | Bayern Munich            | 3                   | 4                   | 7                   |                                |                     |                     |        |        |        |  |  |         |         |         |         |  |  |           |           |           |           |
|  | Bayern Munich            | 3                   | 4                   | 7                   |                                |                     |                     |        |        |        |  |  |         |         |         |         |  |  |           |           |           |           |

## Vòng 16 đội
Lễ bốc thăm cho vòng 16 đội được tổ chức vào ngày 16 tháng 12 năm 2019, lúc 12:00 CET.

### Tóm tắt
Lượt đi được diễn ra vào ngày 18, 19, 25 và 26 tháng 2, cùng với các trận đấu đầu tiên của lượt về được diễn ra vào ngày 10 và 11 tháng 3 năm 2020. Do những lo ngại về đại dịch COVID-19, các trận đấu còn lại của lượt về đã bị hoãn bởi UEFA vào ngày 13 tháng 3 năm 2020. Vào ngày 17 tháng 6 năm 2020, UEFA thông báo rằng lượt về được diễn ra vào ngày 7–8 tháng 8 năm 2020, với địa điểm được quyết định có thể là sân vận động của đội nhà hoặc một sân vận động trung lập ở Bồ Đào Nha (tại Sân vận động Dragão ở Porto và Sân vận động D. Afonso Henriques ở Guimarães). Tuy nhiên, vào ngày 9 tháng 7 năm 2020, UEFA thông báo rằng các trận đấu lượt về còn lại được diễn ra tại tại các địa điểm dự kiến ban đầu.
| Đội 1             | TTS     | Đội 2               | Lượt đi | Lượt về      |
| ----------------- | ------- | ------------------- | ------- | ------------ |
| Borussia Dortmund | 2–3     | Paris Saint-Germain | 2–1     | 0–2          |
| Real Madrid       | 2–4     | Manchester City     | 1–2     | 1–2          |
| Atalanta          | 8–4     | Valencia            | 4–1     | 4–3          |
| Atlético Madrid   | 4–2     | Liverpool           | 1–0     | 3–2 (s.h.p.) |
| Chelsea           | 1–7     | Bayern Munich       | 0–3     | 1–4          |
| Lyon              | 2–2 (a) | Juventus            | 1–0     | 1–2          |
| Tottenham Hotspur | 0–4     | RB Leipzig          | 0–1     | 0–3          |
| Napoli            | 2–4     | Barcelona           | 1–1     | 1–3          |

### Các trận đấu
| Borussia Dortmund | 2–1      | Paris Saint-Germain |
| ----------------- | -------- | ------------------- |
| - Håland 69', 77' | Chi tiết | - Neymar 75'        |

| Paris Saint-Germain         | 2–0      | Borussia Dortmund |
| --------------------------- | -------- | ----------------- |
| - Neymar 28' - Bernat 45+1' | Chi tiết |                   |

Paris Saint-Germain thắng với tổng tỷ số 3–2.
| Real Madrid | 1–2      | Manchester City                             |
| ----------- | -------- | ------------------------------------------- |
| - Isco 60'  | Chi tiết | - Gabriel Jesus 78' - De Bruyne 83' (ph.đ.) |

| Manchester City                   | 2–1      | Real Madrid   |
| --------------------------------- | -------- | ------------- |
| - Sterling 9' - Gabriel Jesus 68' | Chi tiết | - Benzema 28' |

Manchester City thắng với tổng tỷ số 4–2.
| Atalanta                                       | 4–1      | Valencia        |
| ---------------------------------------------- | -------- | --------------- |
| - Hateboer 16', 62' - Iličić 42' - Freuler 57' | Chi tiết | - Cheryshev 66' |

| Valencia                        | 3–4      | Atalanta                                   |
| ------------------------------- | -------- | ------------------------------------------ |
| - Gameiro 21', 51' - Torres 67' | Chi tiết | - Iličić 3' (ph.đ.), 43' (ph.đ.), 71', 82' |

Atalanta thắng với tổng tỷ số 8–4.
| Atlético Madrid | 1–0      | Liverpool |
| --------------- | -------- | --------- |
| - Saúl 4'       | Chi tiết |           |

| Liverpool                     | 2–3 (s.h.p.) | Atlético Madrid                        |
| ----------------------------- | ------------ | -------------------------------------- |
| - Wijnaldum 43' - Firmino 94' | Chi tiết     | - Llorente 97', 105+1' - Morata 120+1' |

Atlético Madrid thắng với tổng tỷ số 4–2.
| Chelsea | 0–3      | Bayern Munich                       |
| ------- | -------- | ----------------------------------- |
|         | Chi tiết | - Gnabry 51', 54' - Lewandowski 76' |

| Bayern Munich                                              | 4–1      | Chelsea       |
| ---------------------------------------------------------- | -------- | ------------- |
| - Lewandowski 10' (ph.đ.), 84' - Perišić 24' - Tolisso 76' | Chi tiết | - Abraham 44' |

Bayern Munich thắng với tổng tỷ số 7–1.
| Lyon          | 1–0      | Juventus |
| ------------- | -------- | -------- |
| - Tousart 31' | Chi tiết |          |

| Juventus                   | 2–1      | Lyon                |
| -------------------------- | -------- | ------------------- |
| - Ronaldo 43' (ph.đ.), 60' | Chi tiết | - Depay 12' (ph.đ.) |

Tổng tỷ số 2–2. Lyon thắng nhờ bàn thắng sân khách.
| Tottenham Hotspur | 0–1      | RB Leipzig           |
| ----------------- | -------- | -------------------- |
|                   | Chi tiết | - Werner 58' (ph.đ.) |

| RB Leipzig                         | 3–0      | Tottenham Hotspur |
| ---------------------------------- | -------- | ----------------- |
| - Sabitzer 10', 21' - Forsberg 87' | Chi tiết |                   |

RB Leipzig thắng với tổng tỷ số 4–0.
| Napoli        | 1–1      | Barcelona       |
| ------------- | -------- | --------------- |
| - Mertens 30' | Chi tiết | - Griezmann 57' |

| Barcelona                                        | 3–1      | Napoli                  |
| ------------------------------------------------ | -------- | ----------------------- |
| - Lenglet 10' - Messi 23' - Suárez 45+1' (ph.đ.) | Chi tiết | - Insigne 45+5' (ph.đ.) |

Barcelona thắng với tổng tỷ số 4–2.

## Tứ kết
Lễ bốc thăm cho vòng tứ kết được tổ chức vào ngày 10 tháng 7 năm 2020.

### Tóm tắt
Các trận đấu được diễn ra từ ngày 12 đến 15 tháng 8 năm 2020.
| Đội 1           | Tỉ số | Đội 2               |
| --------------- | ----- | ------------------- |
| Manchester City | 1–3   | Lyon                |
| RB Leipzig      | 2–1   | Atlético Madrid     |
| Barcelona       | 2–8   | Bayern Munich       |
| Atalanta        | 1–2   | Paris Saint-Germain |

### Các trận đấu
| Manchester City | 1–3      | Lyon                            |
| --------------- | -------- | ------------------------------- |
| - De Bruyne 69' | Chi tiết | - Cornet 24' - Dembélé 79', 87' |

| RB Leipzig             | 2–1      | Atlético Madrid     |
| ---------------------- | -------- | ------------------- |
| - Olmo 51' - Adams 88' | Chi tiết | - Félix 71' (ph.đ.) |

| Barcelona                      | 2–8      | Bayern Munich                                                                                   |
| ------------------------------ | -------- | ----------------------------------------------------------------------------------------------- |
| - Alaba 7' (l.n.) - Suárez 57' | Chi tiết | - Müller 4', 31' - Perišić 22' - Gnabry 28' - Kimmich 63' - Lewandowski 82' - Coutinho 85', 89' |

| Atalanta      | 1–2      | Paris Saint-Germain                    |
| ------------- | -------- | -------------------------------------- |
| - Pašalić 27' | Chi tiết | - Marquinhos 90' - Choupo-Moting 90+3' |

## Bán kết
Lễ bốc thăm cho vòng bán kết được tổ chức vào ngày 10 tháng 7 năm 2020 (sau khi bốc thăm vòng tứ kết).

### Tóm tắt
Các trận đấu được diễn ra vào ngày 18 và 19 tháng 8 năm 2020.
| Đội 1      | Tỉ số | Đội 2               |
| ---------- | ----- | ------------------- |
| Lyon       | 0–3   | Bayern Munich       |
| RB Leipzig | 0–3   | Paris Saint-Germain |

### Các trận đấu
| Lyon | 0–3      | Bayern Munich                       |
| ---- | -------- | ----------------------------------- |
|      | Chi tiết | - Gnabry 18', 33' - Lewandowski 88' |

| RB Leipzig | 0–3      | Paris Saint-Germain                          |
| ---------- | -------- | -------------------------------------------- |
|            | Chi tiết | - Marquinhos 13' - Di María 42' - Bernat 56' |

## Chung kết
Trận chung kết được diễn ra tại Sân vận động Ánh sáng ở Lisbon. Đội "chủ nhà" (vì mục đích hành chính) được xác định bằng một lượt bốc thăm bổ sung được tổ chức sau khi bốc thăm vòng tứ kết và vòng bán kết.
| Paris Saint-Germain | 0–1      | Bayern Munich |
| ------------------- | -------- | ------------- |
|                     | Chi tiết | - Coman 59'   |